# 邢村炎帝庙
邢村炎帝庙，位于山西省晋城市高平市三甲镇邢村北，是一处山西省文物保护单位。

## 保护
2013年1月，邢村炎帝庙公布为第三批晋城市文物保护单位，编号3-144。
2021年8月4日，邢村炎帝庙公布为第六批山西省文物保护单位，古建筑类，编号6-201。